# Irix
Irix (TH Swiss Ltd.) és un fabricant d'objectius fotogràfics, així com també filtres i accessoris. L'empresa va ser fundada a Suïssa el 2016 per un equip internacional de fotògrafs professionals. Les seves instal·lacions de fabricació es troben a Corea del Sud i Japó.
El nom de la marca ve derivat de la paraula iris i representa el componenet compartit per l'ull humà i les lents.
L'oferta de la marca es complementa amb productes de la sèrie Edge, que inclouen filtres protectors, filtres polaritzadors, filtres ND i portafiltres.

## Història
El 2006, quan l'empresa va ser fundada, van treure al mercat les seves primeres òptiques, l'Irix 15mm f/2.4 Firefly i el 15mm f/2.4 Blackstone.
El juliol de 2019, van presentar el primer objectiu de la sèrie de cine, l'Irix Cine 150mm T3.0 Makro. I el següent d'aquesta gamma, va ser l'Irix Cine 11mm T4.3.
Així van arribar fins a l'actualitat, on el seu catàleg consta de 6 òptiques per a càmeres reflex, 3 per a càmeres sense mirall i 7 de la sèrie de cine.
El 2019, l'empresa va anunciar la seva participació en el projecte d'un satèl·lit d'observació de la terra, anomenat Światowid. El nanosatèl·lit està equipat amb l'objectiu Irix 300mm f/5.6 SR. El 17 de maig de 2019 es va elevar a l'òrbita de la terra. Irix va explicar que el disseny de la lent es basava en les directrius de la NASA i que s'ha creat amb l'objectiu de proporcionar imatges de la terra d'alta resolució. El disseny havia de ser robust per les exigències de l'espai, com la resistència a forces G, temperatures extremes i la forta radiació UV.

## Objectius

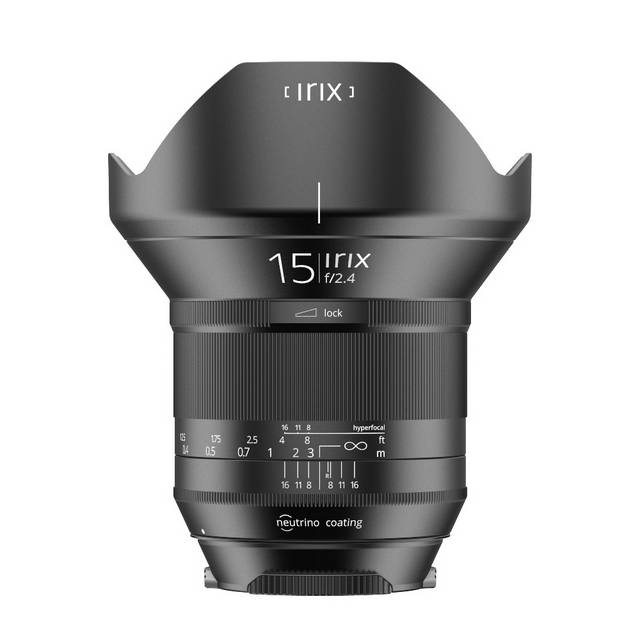
Objectiu Irix 15mm

Les lents Irix existeixen en les següents versions d'acabat:
- Firefly: Cos de plàstic lleuger i durador, l'anell d'enfocament està cobert de goma i les marques de la lent estan impreses.
- Blackstone: Cos de d'aliatge d'alumini i magnesi, el seu disseny fa referència a les lents manuals clàssiques. Aquesta versió també inclou marques gravades amb làser cobertes de pintura, la qual reacciona a la llum UV, cosa que facilita el seu ús en condicions de poca llum.
- Dragonfly: Estructura interna reforçada a base d'elements metàl·lics, resistent a rascades, anell d'enfocament antilliscant, segellat contra el pols i aigua. Aquesta versió també inclou marques gravades amb làser cobertes de pintura, la qual reacciona a la llum UV, cosa que facilita el seu ús en condicions de poca llum.[9]

### Objectius fixos per acàmeres reflexisense mirall
| Distància focal | Obertura | Any  | Distància mínima d'enfoc | Diametre de filtre | Versions             | Muntures                            |
| --------------- | -------- | ---- | ------------------------ | ------------------ | -------------------- | ----------------------------------- |
| 11mm            | 4.0      | 2018 | 0.28m                    | *                  | Firefly i Blackstone | Canon EF, Nikon F, Pentax K         |
| 15mm            | 2.4      | 2016 | 0.28m                    | 95mm               | Firefly i Blackstone | Canon EF, Nikon F, Pentax K, Sony E |
| 21mm            | 1.4      | 2022 | 0.30m                    | -                  | Dragonfly            | Canon EF, Nikon F, Pentax K         |
| 30mm            | 1.4      | 2021 | 0.34m                    | 86mm               | Dragonfly            | Canon EF, Nikon F, Pentax K         |
| 45mm            | 1.4      | 2020 | 0.40m                    | 77mm               | Dragonfly            | Canon EF, Nikon F, Pentax K, Fuji G |
| 150mm           | 2.8      | 2018 | 0.34m                    | 77mm               | Dragonfly            | Canon EF, Nikon F, Pentax K, Sony E |

* Ranura posterior per a filtre de gelatina de 30x30mm

### Objectius fixos per a cine
| Distància focal | Obertura (T) | Any  | Distància mínima d'enfoc | Diametre de filtre | Muntures                                                                             |
| --------------- | ------------ | ---- | ------------------------ | ------------------ | ------------------------------------------------------------------------------------ |
| 11mm            | 4.3          | 2019 | 0.28m                    | -                  | Canon EF, Canon RF, Nikon Z, Sony E, Fuji X, Micro Quatre Terços, Muntura L, Arri PL |
| 15mm            | 2.6          | 2020 | 0.25m                    | 86mm               | Canon EF, Canon RF, Nikon Z, Sony E, Fuji X, Micro Quatre Terços, Muntura L, Arri PL |
| 21mm            | 1.5          | 2022 | 0.30m                    | -                  | Canon EF, Canon RF, Nikon Z, Sony E, Fuji X, Micro Quatre Terços, Muntura L, Arri PL |
| 30mm            | 1.5          | 2021 | 0.34m                    | 86mm               | Canon EF, Canon RF, Nikon Z, Sony E, Fuji X, Micro Quatre Terços, Muntura L, Arri PL |
| 45mm            | 1.5          | 2019 | 0.40m                    | 86mm               | Canon EF, Canon RF, Nikon Z, Sony E, Fuji X, Micro Quatre Terços, Muntura L, Arri PL |
| 150mm           | 3.0          | 2019 | 0.35m                    | 86mm               | Canon EF, Canon RF, Nikon Z, Sony E, Fuji X, Micro Quatre Terços, Muntura L, Arri PL |
| 150mm           | 3.0          | 2022 | 0.67m                    | 86mm               | Canon EF, Canon RF, Nikon Z, Sony E, Fuji X, Micro Quatre Terços, Muntura L, Arri PL |

Viltrox també disposa en el seu catàleg de diversos accessoris fotogràfics, com filtres, rails i maletes de transport.